# Inside the Electric Circus
Albums de WASP
The Last Command
(1985) The Headless Children
(1989)
Inside the Electric Circus est le troisième album studio du groupe américain WASP, sorti en 1986.

## Liste des titres
| No  | Titre                                      | Auteur                                     | Durée |
| --- | ------------------------------------------ | ------------------------------------------ | ----- |
| 1.  | The Big Welcome                            | Blackie Lawless                            | 1:21  |
| 2.  | Inside the Electric Circus                 | Blackie Lawless                            | 3:33  |
| 3.  | I Don't Need No Doctor                     | Jo Armstead, Nick Ashford, Valerie Simpson | 3:26  |
| 4.  | 9.5.-N.A.S.T.Y.                            | Blackie Lawless, Chris Holmes              | 4:47  |
| 5.  | Restless Gypsy                             | Blackie Lawless                            | 4:59  |
| 6.  | Shoot From the Hip                         | Blackie Lawless                            | 4:38  |
| 7.  | I'm Alive                                  | Blackie Lawless                            | 4:22  |
| 8.  | Easy Living                                | Ken Hensley                                | 3:10  |
| 9.  | Sweet Cheetah                              | Blackie Lawless, Chris Holmes              | 5:14  |
| 10. | Mantronic                                  | Blackie Lawless, Chris Holmes              | 4:08  |
| 11. | King of Sodom and Gomorrah                 | Blackie Lawless, Chris Holmes              | 3:46  |
| 12. | The Rock Rolls On                          | Blackie Lawless                            | 3:50  |
| 13. | Flesh and Fire (1998 reissue bonus tracks) | Blackie Lawless                            | 4:37  |
| 14. | D.B. Blues (1998 reissue bonus tracks)     | Blackie Lawless                            | 3:24  |

## Composition du groupe
- Blackie Lawless - chant; guitare rythmique
- Chris Holmes - guitare solo
- Johnny Rod - basse
- Steve Riley - batterie